# Кабуки
Кабуки (歌舞伎?) е класическа японска танцова драма. Театърът кабуки е известен със стилизацията на драмата си и със сложния грим, носен от някои изпълнители.
Индивидуалните канджи, от ляво надясно, означават пеене (歌), танц (舞) и умение(伎). Затова кабуки понякога се превежда като „изкуството на пеенето и танците“. Въпреки това канджитата използвани за кабуки са атеджи символи, които не отразяват истинската етимология на името кабуки. Канджито за „умение“ обикновено се отнася за изпълнителите на кабуки.
Смята се, че името кабуки произлиза от глагола кабуку, означаващ „да се наведе“ или „да бъде извън нормата“. По тази причина кабуки може да се тълкува и като „авангарден“ или „странен“ театър. Изразът кабукимоно (歌舞伎者) се отнася до банди от самураи във феодална Япония. Появяват се през периода Азучи – Монояма между периодите Муромачи и началото на периода Едо (1603), а през бурния период Сенгоку те приключват. Често Кабукимоно се превежда като „странни неща“ или също „лудите“, като произлизащо от „кабуку“, означаващо „отклонявам се“.Първоначално се отнася за тези, които са облечени странно и се перчат по улицата.

## История на кабуки

### 1603 – 1629: Женско кабуки
Историята на кабуки започва през 1603 г. когато Изумо - но Окуни, най-вероятно мико на Изумо Тайша, започва да изпълнява нов стил танцова драма в сухите речни корита на Киото. Стилът възниква през 17 век. По това време Япония е под контрола на шогуната Токугава, наложен от Токугава Иеясу. Името на периода Едо идва от преместването на режима Токугава от Киото в града Едо, днешен Токио.
Изпълнителките играят както жени, така и мъже в комични пиеси за обикновения живот. Стилът става веднага популярен, и Окуни е помолена да изпълни кабуки пред императорския двор. В резултат на този успех бързо се формират съперничищи се трупи и кабуки се ражда като съвкупност от танц и драма изпълнявана от жени – форма много по-различна от модерната версия.
През тази ера кабуки бива неудобрена форма на театър, заради нецензурните и подтекстови теми изпълнявани от много трупи; също така много от изпълнителките често проституират. Поради тази причина, кабуки е наричан „遊女歌舞妓“ (проституиращ танцуващ и пеещ изпълнител) през този период.
Кабуки става обща форма на забавление в укийо или Йошивара (квартал на удоволствията; свързан с проституция) – квартала на червените фенери в Едо. Разнообразна тълпа се събира под един покрив, нещо което не се случва никъде другаде в града. Кабуки театрите са мястото, където могат да бъдат видени най-новите модни тенденции и актуални събития. Сцената осигурява добро забавление с вълнуваща нова музика, модели, облекло и известни актьори. Постановките продължават от сутрин до залез слънце. Чайните заобикалящи или свързани с театъра осигуряват храна, напитки, и добра компания за гостите. Районът около театъра е пищен с магазини продаващи кабуки сувенири. Кабуки, в известен смисъл, поставя началото на поп културата в Япония.

## Известни театри
|  | Тази страница частично или изцяло представлява превод на страницата Kabuki в Уикипедия на английски. Оригиналният текст, както и този превод, са защитени от Лиценза „Криейтив Комънс – Признание – Споделяне на споделеното“, а за съдържание, създадено преди юни 2009 година – от Лиценза за свободна документация на ГНУ. Прегледайте историята на редакциите на оригиналната страница, както и на преводната страница, за да видите списъка на съавторите. ВАЖНО: Този шаблон се отнася единствено до авторските права върху съдържанието на статията. Добавянето му не отменя изискването да се посочват конкретни източници на твърденията, които да бъдат благонадеждни. |